# Liselotte Landbecková
Liselotte Landbecková (13. ledna 1916 Vídeň – 15. února 2013 Quintal) byla belgicko-rakouská krasobruslařka a rychlobruslařka.
V krasobruslení se v letech 1934 a 1935 stala rakouskou mistryní. Na evropských šampionátech startovala od roku 1932. Největších úspěchů dosáhla v letech 1934 a 1935, kdy vybojovala stříbrné medaile. Na Mistrovství světa 1934 získala bronz. V roce 1935 se provdala za belgického krasobruslaře Roberta Verduna a přestěhovala se do Belgie. Již jako Belgičanka startovala na Zimních olympijských hrách 1936, kde se umístila na čtvrtém místě.
Rychlobruslařských závodů se účastnila mezi lety 1932 a 1934. V roce 1933 startovala na prvním neoficiálním ženském Mistrovství světa, na kterém zvítězila.